# Festivalbar 1994 (compilation)
Festivalbar 1994 è una compilation di brani musicali famosi nel 1994, pubblicata nell'estate di quell'anno in concomitanza con l'edizione omonima del Festivalbar. La compilation era divisa in due musicassette o CD ed era pubblicata dalla EMI.

## Tracce

### Disco 1
1. Jovanotti – Serenata rap
2. Umberto Tozzi – Io muoio di te
3. Edoardo Bennato – In nome del popolo italiano
4. Gino Paoli – Gorilla al sole
5. Vernice – Quando tramonta il sole
6. Francesco Baccini – Lei sta con te
7. Miguel Bosé – Se tu non torni
8. Mango – Giulietta
9. Lucio Dalla – Don't Touch Me
10. Laura Pausini – Gente
11. Luca Barbarossa – Cellai solo te
12. Richard Marx – Now and Forever
13. Marcella Detroit – I Believe
14. Misty Oldland – A Fair Affair (Je t'aime)

### Disco 2
1. Roxette – Sleeping in My Car
2. Dr. Alban – Look Who's Talking
3. 2 Unlimited – The Real Thing
4. Jam & Spoon – Right in the Night
5. Enigma – Return to Innocence
6. D:Ream – Things Can Only Can Better
7. Cappella – Move on Baby
8. Tori Amos – Cornflake Girl
9. Björk – Big Time Sensuality
10. Blur – Girls & Boys (Pet Shop Boys Radio Edit)
11. Yazz – Have Mercy
12. Us3 – Cantaloop (Flip Fantasia)
13. Corona – The Rhythm of the Night
14. Ice MC – Think About the Way

## Classifiche

### Classifiche settimanali
| Classifica (1994) | Posizione massima |
| ----------------- | ----------------- |
| Italia            | 1                 |